# Virus associato alla malattia di Theiler
Il virus associato alla malattia di Theiler o parvovirus-hepatitis (EqPV-H) o (TDAV), insieme al pegivirus equino (EPgV) e all'epacivirus equino (EqHV) sono virus scoperti a partire dal 2012. Essi sono importanti per salute equina e umana sono spesso causa di epatopatie.
Il TDAV provoca nel cavallo epatite sierica o necrosi epatica acuta idiopatica. 
Questo virus sempra essere diffuso in molte parti del mondo.
L'epatite nel cavallo può essere dovuta ad un trattamento con antitossina tetanica di origine equina, infatti l'incidenza di epatite fulminante tra i cavalli che hanno ricevuto antisiero negli episodi della malattia di Theiler è stata segnalata tra l'1,4% e il 2,2%. Inoltre, la malattia di Theiler è stata descritta nei cavalli in molte aree del mondo dopo il trattamento con una varietà di prodotti sierici equini, inclusa l'antitossina tetanica, antitossina botulinica, antisiero contro Streptococcus equi.